# San José de la Montaña (Quintana Roo)
San José de la Montaña es una localidad del estado de Quintana Roo, el cual se encuentra en México.

## Demografía
La población masculina es de 111 personas y la femenina es de 84. El promedio de hijos nacidos vivos por madre es de 3.51.

### Religión
El total de personas que profesa de religión católica es 87. El total de persona que profesan el protestantismo es 81.
26 personas no tienen religión.